# Victor Klemperer
Victor Klemperer (ur. 9 października 1881 w Landsbergu, zm. 11 lutego 1960 w Dreźnie) – niemiecki filolog żydowskiego pochodzenia, romanista, profesor historii literatury francuskiej, pisarz, dziennikarz i przedsiębiorca.

## Życiorys
Syn rabina, ze skrajnie liberalnej synagogi reformowanej w Berlinie, w 1912 przyjął chrzest w kościele ewangelickim. W 1906 ożenił się z pianistką Evą Schlemmer. Swoją karierą akademicką rozpoczął od posady na uniwersytecie w Neapolu. Popierał wypowiedzenie I wojny światowej przez Niemcy, w 1914 powrócił do kraju i zaciągnął się do wojska, służył na froncie zachodnim jako artylerzysta, a w 1916 opuścił front ze względu na odniesione rany. Później do końca wojny pracował w wydziale cenzury armii. W 1920 udało mu się otrzymać posadę profesorską na Uniwersytecie Technicznym w Dreźnie, gdzie wykładał literaturę francuską.
Po przejęciu władzy w Niemczech przez NSDAP został pozbawiony katedry uniwersyteckiej i prawa wykładania. Systematycznie marginalizowany ze społeczeństwa. Po 1939 wysiedlony z własnego domu do tzw. „domu żydowskiego”.
Ocalenie zawdzięcza konsekwentnemu wsparciu żony, Evy Schlemmer – Niemki (Aryjki w świetle ustaw norymberskich), która dzieliła jego los mimo narastania antysemickich prześladowań. Jako małżonek Niemki, która odmówiła wymuszanego przez Gestapo rozwodu, uniknął wywózki do obozów w 1942–1943. Bombardowanie Drezna 13 lutego 1945, w przeddzień planowanej wywózki mieszkańców „domu żydowskiego” do obozu śmierci, uratowało ostatecznie obojgu życie. Podczas nalotu wmieszał się wraz z żoną w tłum uciekinierów ze zniszczonego miasta i przetrwał na prowincji, w Bawarii, do nadejścia armii amerykańskiej. Po wojnie powrócił do Drezna.
Światową sławę przyniosła mu praca LTI – notatnik filologa, na tle przeżyć pisarza w okresie III Rzeszy – analiza semantyki języka (LTI – Lingua Tertii Imperii łac. „Język Trzeciej Rzeszy”) i obyczajowości totalitarnych Niemiec. Głównym przedmiotem obserwacji Klemperera była neutralizacja zła w odbiorze społecznym poprzez propagandowe manipulacje semantyczne (analiza metod propagandy masowej poprzez monopol informacji i nowoczesnych środków ekspresji – radia, kina, prasy). W swych dziennikach odnotowuje kolejne kroki propagandy nazistowskiej w tym zakresie i ich wycinkowy odbiór społeczny.
Brat lekarzy Felixa i Georga. Kuzyn dyrygenta Ottona Klemperera, który w latach 30., przebywając w USA, bezskutecznie namawiał Victora do emigracji z Niemiec. Gdy Victor przełamał psychiczne opory przed emigracją, stała się ona niemożliwa w związku z wybuchem II wojny światowej.

## Publikacje
- LTI. (Lingua Tertii Imperii – Język Trzeciej Rzeszy). Notatnik filologa, przeł. Juliusz Zychowicz, Wydawnictwo Literackie, Kraków 1983 ISBN 83-08-01125-X.
- Chcę dawać świadectwo aż do końca. Dzienniki 1933–1945, przeł. Anna i Antoni Klubowie, Towarzystwo Autorów i Wydawców Prac Naukowych „Universitas”, t. I–III Kraków 2000 ISBN 83-7052-702-7.
- Dziennik 1933–1945. Wybór dla młodych czytelników przeł. Anna i Antoni Klubowie, Towarzystwo Autorów i Wydawców Prac Naukowych „Universitas”, Kraków 1999 ISBN 83-7052-717-5.

## Polonica
Tadeusz Borowski zadedykował Victorowi Klempererowi swoje opowiadanie Muzyka w Herzenburgu (z tomu Pożegnanie z Marią).